# Samsung Galaxy Tab 2 10.1
Samsung Galaxy Tab 2 10.1 là máy tính bảng 10.1-inch chạy hệ điều hành Android sản xuất và phân phối bởi Samsung Electronics. Nó thuộc thế hệ thứ hai của dòng Samsung Galaxy Tab, nó bao gồm bản 7-inch, Galaxy Tab 2 7.0. Nó được công bố vào 25 tháng 2 năm 2012, và được phát hành ở Mỹ vào 13 tháng 5 năm 2012. Nó là kế thừa của Samsung Galaxy Tab 10.1.

## Lịch sử
Galaxy Tab 2 10.1 được công bố vào 25 tháng 2 năm 2012. Nó được trưng bày cùng với Galaxy Tab 2 7.0 tại 2012 Mobile World Conference. Mặc dù hai thiết bị dự kiến ban đầu được phát hành vào tháng 3, họ đã không bán ra, với Samsung họ giải thích cho vấn đề này rằng do lỗi không xác định của Ice Cream Sandwich  Samsung sau đó xác nhận rằng Galaxy Tab 2 10.1 sẽ được phát hành tại Mỹ vào 13 tháng 5, với giá $399.99 cho bản 16GB.

## Phần mềm
Galaxy Tab 2 10.1 được hành với Android 4.0 Ice Cream Sandwich. Bản nâng cấp lên Android 4.1.2 Jelly Bean có sẵn, thông qua OTA và Samsung Kies. Samsung tùy chỉnh với giao diện TouchWiz UX. Cũng như một số ứng dụng từ Google, bao gồm Google Play, Gmail và YouTube, cho phép truy cập vào ứng dụng của Samsung như ChatON, S Suggest và All Share Play. Samsung phát hành Android 4.2.2 Jelly Bean vào tháng 9 năm 2013/tháng 11 năm 2013 cho tất cả phiên bản Tab 2. Bản cập nhật được nhận theo đợt không phải cho tất cả thiết bị cùng một lúc.

## Phần cứng
Galaxy Tab 2 10.1 có sẵn bản WiFi và biến thể 3G & WiFi. Bộ nhớ từ 16 GB đến 32 GB tuỳ theo mẫu, với khe thẻ nhớ mở rộng microSDXC. Nó có màn hình 10.1-inch PLS LCD với độ phân giải 1.280x800 pixel. Nó có máy ảnh trước VGA không flash và 3.2 MP máy ảnh chính. Nó có thể quay video HD.
Nó có dock kết nối 30 chân.

## Liên kết
- Website chính thức